# Введение к уложению государственных законов

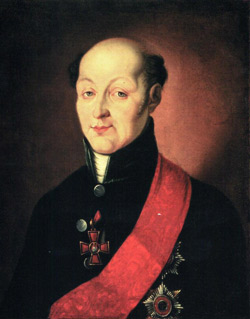
Михаил Михайлович Сперанский — создатель проекта

«Введение к уложению государственных законов» — план, который принимался для всеобщего государственного преобразования в Российской империи, подготовленный М. М. Сперанским к 1809 году.

## История создания
В декабре 1808 года Александр I, уже несколько раз пытавшийся подступиться к реформированию империи, поручает своему помощнику М. М. Сперанскому составить план государственных преобразований. Для работы император предоставил все материалы Негласного комитета, проекты и записки, поступившие в Комиссию составления государственных законов. Каждый пункт этого плана Сперанский оговаривал с императором.
В октябре 1809 года проект был полностью готов и представлен Александру I. Император признал его «удовлетворительным и полезным». Помимо этого, Сперанский составил календарный план, в котором в течение 1810—1811 годов предполагалось ввести все меры, изложенные в проекте.
«Введение к уложению государственных законов» получил резкую критику в высших кругах, поэтому императору пришлось отклонить ранее одобренный проект.

## Содержание проекта
«Введение к уложению государственных законов» состоит из двух отделений, из трёх и пяти разделов соответственно.
Отделение первое. О плане уложения.
1. О свойстве законов государственных.
2. О свойстве государственных коренных законов.
3. Предметы коренных законов.
4. Законы органические

Отделение второе. О разуме государственного уложения.
1. Об общем разуме преобразования.
2. О разуме законов в державной власти.
3. О разуме государственного уложения в составлении закона.
4. О разуме законов в правах подданных.
5. О разуме законов органических

## Основные положения
- Основой государственного устройства должен был стать принцип разделения властей, то есть вся власть в Российской империи должна была делиться на законодательную, исполнительную и судебную. Но несмотря на это, абсолютная власть императора оставалась в неприкосновенности.
- Должна была быть определенная структура в законодательной, исполнительной и судебной власти. Предлагалось сделать следующую структуру: волость — округ — губерния — государство. Например, в некой волости собиралась Волостная дума, состоящая из собственников любого имущества. Некоторые депутаты Волостной думы избирались в Окружную думу. Из Окружной думы избирались в Губернскую думу, и по такому же принципу в Государственную думу. Все вышеуказанные органы должны были собираться раз в три года. На этих заседаниях выбирали председателя (кроме Государственной думы, так как его назначал император), главного секретаря, совет и суд.
- Государственная дума по положению в государстве должна была приравняться Сенату. На заседаниях должны были обсуждаться проекты императора, но дума не могла предлагать свои реформы.
- Высшей исполнительной властью обладали министры и их заместители. Причём они назначались лично императором. А высшая судебная власть принадлежала Сенату Судебному, контролируемому императором.
- Предлагалось создать три инстанции исполнительной и законодательной власти: волостные, окружные и губернские — избиравшиеся на волостных, окружных и губернских собраниях соответственно.
- Координация законодательной власти принадлежала Государственному совету. Председателем являлся сам император. Законопроекты считались недействительными без обсуждения в Государственном совете и одобрения императора.
- Населению предполагалось даровать гражданские (личная свобода для всех граждан) и политические права (участие в государственном управлении для обладателей какой-либо собственности).
- Предлагалось разделить все население на три сословия: дворянство, «среднее состояние» (государственные крестьяне, купцы, мещане) и «народ рабочий» (крепостные крестьяне, ремесленники, слуги и т. п.). Причём любой гражданин мог подняться на ступень выше при приобретении какого-либо имущества.

## Итоги
Из-за критики со стороны Н. М. Карамзина и других консерваторов выполнение указанных преобразований пришлось прекратить. Но за это время удалось создать Государственный совет 1 января 1810 года и завершить преобразования в министерствах.